# Павловська сільська рада (Нурімановський район)
Па́вловська сільська рада (рос. Павловский сельский совет) — муніципальне утворення у складі Нурімановського району Башкортостану, Росія. Адміністративний центр — село Павловка.

## Населення
Населення — 3856 осіб (2019, 4175 в 2010, 4327 в 2002).

## Склад
До складу поселення входять такі населені пункти:
| Населений пункт             | Населення, осіб (2002) | Населення, осіб (2010) |
| --------------------------- | ---------------------- | ---------------------- |
| Верхньокіровський, присілок | 58                     | 32                     |
| Павловка, село              | 4269                   | 4143                   |